# Língua udi
A língua udi faz parte da família das línguas caucasianas. É falada pelo povo udi e é a principal língua da Albânia. Esta língua remonta ao século X, e atualmente é falada por cerca de 10 000 pessoas.
Este idioma pertence ao grupo lezguiano das línguas nack-daguestânicas. Está dividida em dois dialetos: nidj e oguz, mas a diferença entre eles não impede a compreensão mútua, ainda que cada dialeto se desenvolva independentemente. A língua udi é considerada ágrafa, apesar dos esforços para a criação de uma escrita própria.
O udi só é utilizado na vida cotidiana. A título de língua oficial, as pessoas desta etnia utilizam a do país em que vivem: o azeri, no Azerbaijão, o russo, na Rússia, o cazaque, no Cazaquistão, o georgiano, na Geórgia etc. A maioria do povo udi domina duas ou, frequentemente, três línguas.
Segundo especialistas, o udi na antiguidade era um dos idiomas mais difundidos na Albânia e na base da mesma surgiu, no século IV, a escrita da Albânia (agvana).

## Dialetos
O udi tem dois dialetos: nidj e de Vartashen (vartasheno-oktomberi). O dialeto nidj tem tipos de falas que se dividem em três subgrupos: inferiores, intermediários e superiores. Existe a opinião de que todas estas divisões eram historicamente falas independentes (talvez dialetos, em certo tempo) da língua udi. Depois da migração dos udi de distintos lugares (de Nagorno-Karabakh, Tauza e dos povoados vizinhos) ao povoado nidj, estas falas uniram-se, aos poucos, ao dialeto nidj. Ao dialeto de Vartashen, pertencem duas falas: a de vartashen, propriamente dita, e o oktomberi. A fala oktomberi não se diferencia muito do dialeto de Vartashen, já que o povo udi migrou para Oktomberi em 1992.

## Escrita antiga
No ponto de vista histórico, a língua caucasiano-albanesa é a mais próxima da língua udi, e mais ainda, ao udi antigo. O alfabeto tinha 52 letras. Posteriormente, este alfabeto aplicava-se amplamente: à língua caucasiano-albanesa (não confundir com o albanês falado na Albânia, país situado na região dos Bálcãs) foram traduzidos textos bíblicos e nela foram celebrados rituais religiosos. Entretanto, consequentemente, por causas históricas, esta escritura desapareceu gradualmente.

## Localização
A língua udi está difundida de um modo compacto no povoado Nidj, na região de Qabala (antiga Kutkashen), e no centro regional de Oğuz (antiga Vartashen), no Azerbaijão, no povoado Zinobiani, na região de Kvarelsk, na Geórgia, e também de forma esparsa na Armênia e outros países. Em 2002, na Rússia, foram registradas 2.960 pessoas que falam udi (entre 3.721 pessoas etnicamente udi).

## Investigação científica da língua
Uma etapa importante na história da língua udi ocorreu entre o século XIX e o começo do XX. Neste momento começou a investigação científica da língua e ocorreram as primeiras tentativas de dar ao idioma udi um alfabeto.
O começo do estudo da língua udi está relacionado com A. A. Schiefner, que imprimiu a primeira monografia sobre o idioma. Posteriormente, A. Dirr continuou este trabalho, e em 1902 publicou a monografia Gramática da língua udi.
O povo udi deu grande importância à pesquisa da língua e deu-lhe uma forma escrita. Já nos anos 50 do século XIX, Gueorgui Bezhanov, um udi de Vartashen, ajudava ativamente Schiefner na investigação da língua. Ele começou a compor o dicionário deste idioma, mas sua morte prematura interrompeu o trabalho. Depois, no final do século XIX, foram publicados textos na língua udi, escritos em alfabeto cirílico, na obra Coleção dos materiais para a descrição das localidades e das tribos do Cáucaso, com diferentes contos e lendas udi. Estes materiais foram recolhidos pelos irmãos C. e M. Bezhanovs, ambos etnicamente udi, de Vartashen. Mas o maior texto publicado na mesma edição foi Santo Evangelho de Mateus, Marcos, Lucas e João, também traduzido e preparado pelos irmãos Bezhanovs.
Pesquisaram muito sobre a língua udi Akbar Payzat e Semion Uruzov, ambos etnicamente udi, de Vartashen. Uruzov pesquisava sobre o léxico do idioma e editou um dicionário. E. F. Dzhejranishvili (udi de Zinobiani) e V. N. Panchvidze também deram uma grande contribuição à pesquisa científica sobre a língua udi, amlém de compararem os dois dialetos do udi pela primeira vez. É necessário ressaltar o trabalho científico do pesquisador Voroshil Gukasyan, udi de Nidj. Em 1974, ele publicou o Dicionário udi-azeri-russo. Na realidade, Voroshil Levonovich foi o primeiro dicionarista dos dois dialetos da língua udi.
Diferentemente dos trabalhos anteriores desta espécie, este dicionário foi feito em alto nível profissional. Para a designação dos sons da língua, aplicava-se o modo geral da transcrição prática para todos os povos do Cáucaso - da transcrição à base da grafia cirílica, com a adição de sinais adicionais. Entretanto, ainda que o dicionário udi tenha sido publicado, e o povo udi tenha conseguido a possibilidade de designar os sons da língua através da escrita, o idioma seguiu como antes, sem escrita; em parte, pela publicação do dicionário não ter sido destinada a objetivos práticos, pois este tinha mais caráter científico.

## Situação atual
Uma nova etapa no desenvolvimento da escrita e do ensino da língua udi começou depois da decomposição da União Soviética. Em 1992, em Baku, Azerbaijão, foi publicado o projeto de ensino da língua udi para as classes iniciais. O projeto foi proposto por G. A. Kechaari, um ilustrador udi, e J. A. Ajdynov, colaborador de ciências pedagógicas no Azerbaijão. O projeto indicava a publicação do abecedário udi e de um livro neste idioma. Primeiramente, o abecedário foi feito com base na escrita cirílica e os sons foram designados segundo o modelo do alfabeto no dicionário de V. Gukasyan. Porém, com a posterior aceitação do novo alfabeto azeri com base na escrita latina, o alfabeto udi também teve que ser traduzido ao alfabeto latino (no total, o sistema de designação dos sinais ficou o praticamente o mesmo, com poucas diferenças ao usar as letras latinas). Como resultado, em meados da década de 1990 foi publicado o abecedário udi e um livro nesta língua, para as classes inicias de ensino. Atualmente, o udi é ensinado em escolas de Nidj.
Entretanto, o ensino não ocorre no nível necessário. Em raras oportunidades pode-se encontrar alguém que lê com fluidez o novo alfabeto. Isto deve-se parcialmente ao fato de que a variante do alfabeto udi que se usa na atualidade ficou inconveniente para o estudo e sua aplicação, considerado difícil até para os estudantes que tentam aprender a língua. O idioma udi é ensinado também nas classes inicias em Zinobiani. Lá, o alfabeto udi (utilizando a escrita georgiana) e o manual para o estudo da língua foram compostos pelo udi local Mamuli Neshumashvili. No entanto, apesar de a língua udi ser ensinada nas escolas georgianas, o conhecimento da língua materna por parte dos udi da Geórgia não é muito grande.
Em 1996, foi publicado pela primeira vez o livro em udi Nana Ochal (A Pátria), uma coleção de obras literárias de diferentes autores. O livro foi publicado com base no alfabeto cirílico, seguindo o modelo do alfabeto de Gukasyan. Em 2001, foi publicado o livro de G. Kechaari Orayin (Manancial). Nele estão inclusos pemas, contos, lendas e também os provérbios udi e anedotas. Em 2003, foi lançado mais um livro de G. Kechaari, Buruxmux (Os montes), uma coleção de poemas na língua udi. Estes livros já foram escritos com o novo alfabeto, com base na escrita latina. Os três livros estão escritos no dialeto de Nidj.

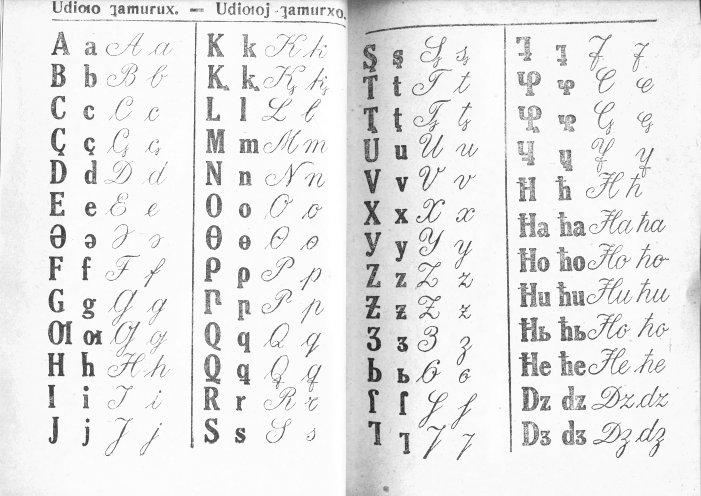
O alfabeto udi de 1992.

Durante muito tempo, a língua udi seguiu sem escrita. Em diferentes períodos, trataram de traduzi-la à escrita cirílica e tentaram ensiná-la nas escolas primárias de Nidj. Na década de 1990, foi criado um alfabeto udi com base latina, no Azerbaijão.
| A a   | B b   | C c   | Ç ç   | D d   | E e   | Ə ə   | F f   |
| G g   | Ğ ğ   | H h   | X x   | I ı   | İ i   | Ҝ ҝ   | J j   |
| K k   | Q q   | L l   | M m   | N n   | O o   | Ö ö   | P p   |
| R r   | S s   | Ş ş   | T t   | U u   | Ü ü   | V v   | Y y   |
| Z z   | Ц ц   | Цı цı | Eъ eъ | Tı tı | Əъ əъ | Kъ kъ | Pı pı |
| Xъ xъ | Şı şı | Öъ öъ | Çı çı | Çъ çъ | Ć ć   | Jı jı | Zı zı |
| Uъ uъ | Oъ oъ | İъ iъ | Dz dz |       |       |       |       |

## Fonologia

### Vogais
| Anteriores | Centrais | Posteriores |
| ---------- | -------- | ----------- |
| i iˤ (y)   |          | u uˤ        |
| ɛ ɛˤ (œ)   | ə        | ɔ ɔˤ        |
| (æ)        |          | ɑ ɑˤ        |

### Consoantes
|              |              | Labiais | Dentais | Alveolares | Alveolares | Palatais | Velares | Uvulares | Glotais |
| lenis        | fortis       | Labiais | Dentais |            |            | Palatais | Velares | Uvulares | Glotais |
| ------------ | ------------ | ------- | ------- | ---------- | ---------- | -------- | ------- | -------- | ------- |
| Nasais       | Nasais       | m       | n       |            |            |          |         |          |         |
| Plosivas     | Sonoras      | b       | d       |            |            |          | ɡ       |          |         |
| Plosivas     | Surdas       | p       | t       |            |            |          | k       | q        |         |
| Plosivas     | Ejetivas     | pʼ      | tʼ      |            |            |          | kʼ      | qʼ       |         |
| Africadas    | Sonoras      |         | d͡z      | d͡ʒ         | d͡ʒː        |          |         |          |         |
| Africadas    | Surdas       |         | t͡s      | t͡ʃ         | t͡ʃː        |          |         |          |         |
| Africadas    | Ejetivas     |         | t͡sʼ     | t͡ʃʼ        | t͡ʃːʼ       |          |         |          |         |
| Fricativas   | Surdas       | f       | s       | ʃ          | ʃː         |          | x       | x        | h       |
| Fricativas   | Sonoras      | v       | z       | ʒ          | ʒː         |          | ɣ       |          |         |
| Vibrantes    | Vibrantes    |         |         | r          |            |          |         |          |         |
| Aproximantes | Aproximantes |         | l       |            |            | j        |         |          |         |